# Marco Schuitmaker
Marco Schuitmaker (Oude Pekela, 14 maart 1999) is een Nederlands volkszanger. Hij kreeg in 2023 nationale bekendheid door zijn vertolking van het nummer Engelbewaarder.

## Carrière

### Beginjaren
Schuitmaker begon als kind met zingen. Zo deed hij op achtjarige leeftijd voor het eerst mee met een talentenjacht. Als tiener meldde Schuitmaker zich aan voor The Voice Kids. Daarbij kwam hij, door het krijgen van de baard in de keel, niet door de voorafgaand aan de uitzendingen gehouden voorronde heen. In de opvolgende jaren had Schuitmaker zich niet nogmaals opgegeven omdat hij zijn lievelingsmuziek er niet mocht zingen. Op zeventienjarige leeftijd bracht Schuitmaker in januari 2017 zijn eerste nummer genaamd Niemand kust als jij uit. Na diverse andere nummers volgde in november 2018 zijn debuutalbum genaamd Mijn droom, waarop Schuitmaker naast enkele bestaande nummers een vijftal nieuwe nummers publiceerde. Na de middelbare school wist Schuitmaker niet wat hij wilde gaan studeren. Hij besloot net als twee vrienden een opleiding autotechniek te gaan volgen. Vervolgens besloot hij na twee jaar een opleiding accountancy te gaan volgen, die hij voltooide.

### Engelbewaarder
In september 2022 maakte Schuitmaker een nieuwe 'eigentijdse' versie van het in 1976 door Mieke Gijs ingezongen en Pierre Kartner gecomponeerde nummer M'n engelbewaarder. Schuitmaker kwam op het idee tijdens een weekend weg, waarbij hij een platenspeler en verschillende lp's mee had genomen. Schuitmaker kende het nummer omdat het in zijn jeugd veelvuldig door zijn ouders werd gedraaid. Waar Schuitmaker zelf enthousiast was over zijn nieuwe versie, stuitte het nummer voor het uitkwam op twijfel vanuit anderen en kreeg hij de vraag of het wel verstandig zou zijn om het uit te brengen.
Enkele maanden later kreeg het nummer genaamd Engelbewaarder meer bekendheid door het gebruik ervan op social media platform TikTok, waarna het in de eerste maanden van 2023 werd opgepakt door het grotere publiek in Nederland en België. Eind maart 2023 bereikte het nummer middels plek 34 de Nederlandse Top 40. Hierdoor werd het nummer ook op de landelijke radiostations zoals Qmusic, Radio Veronica en Radio 538 gedraaid. In de zesde en zevende week in de Nederlandse Top 40 piekte het nummer op de vierde plaats. Eerder behaalde het nummer al andere hitlijsten inclusief nummer één noteringen, zoals in de Sterren NL Top 25 van NPO Sterren NL en in de RadioNL Top 30 van RadioNL. Tussentijds tekende Schuitmaker in februari 2023 bij platenlabel Dino Music.
Op Koningsdag 2023 was Schuitmaker met zijn nummer Engelbewaarder te gast bij 538 Koningsdag van Radio 538, een evenement met zo'n veertigduizend bezoekers. Een dag eerder kreeg hij een gouden plaat voor het nummer in ontvangst. In dezelfde week steeg Engelbewaarder naar de eerste plaats in de Single Top 100. Op 30 april 2023 trad Schuitmaker na de bekerwinst van PSV op bij een besloten feest van de club. Na het bereiken van de Nederlandse hitlijsten volgde er op 26 mei 2023 een hardstyle remix in samenwerking met Outsiders, die eerder al remix versies van onder andere nummers als Kali van Django Wagner, Huisje op wielen van Frank van Etten, Jouw blik van John West en Reünie van Snelle uitbracht. Later volgde ook een akoestische versie, samen met Stephan Bouwman. Op 14 juni 2023 kreeg Schuitmaker een platina plaat uitgereikt voor zijn nummer Engelbewaarder. Eind september 2023 volgde er een dubbelplatina plaat en in oktober 2023 werd Engelbewaarder bij de Buma NL Awards uitgeroepen tot meest succesvolle single van 2023 en meest succesvolle kroeghit.

### Vervolg van zangcarrière
In juli 2023 bracht Schuitmaker een nieuwe versie van zijn in 2018 uitgebrachte nummer Zomernacht in Griekenland uit. Dit aangezien hij zelf het gevoel had dat het nummer beter kon, waardoor het in 2023 opnieuw werd opgenomen. In hitlijsten als de Sterren NL Top 25 bemachtigde hij ook met dit nummer de eerste plek. In de opvolgende maand volgde een samenwerking met Jan Smit. Samen brachten zij het nummer Van Goes tot Purmerend opnieuw uit. Smit zong dit nummer eerder al eens op dertienjarige leeftijd in 1999, het geboortejaar van Schuitmaker. Ook dit nummer bereikte de koppositie in de Sterren NL Top 25. In september 2023 brachten zij een versie uit voor de Vlaamse markt onder de titel Van Hasselt tot in Gent. Op 27 september 2023 werd in het programma Vandaag Inside bekend gemaakt dat Schuitmaker een van de gasten zou zijn tijdens de liveshow van het programma in december 2023 in de Ziggo Dome.
Eind november 2023 brachten Donnie en Schuitmaker samen Hier mag alles uit. Een aantal maanden eerder ontving Schuitmaker een WhatsApp-bericht met "Marco gap, Donnie hier!" van de rapper. Donnie dacht aan Schuitmaker doordat hij onder de indruk was van zijn stem in Engelbewaarder. Met het nummer brachten de twee een ode aan Nederland, door volgens hen typisch Nederlandse dingen te benoemen zoals Tikkies van vijftig cent en het dragen van korte broeken bij zeventien graden.
Eind februari 2024 startte winkelketen Scapino ter ere van het vijftigjarig bestaan twee campagnes. Een in de hoofdrol met Ireen Wüst en een ander met Schuitmaker in de hoofdrol. Deze campagnes werden gedurende 2024 gepromoot via televisie, social media, online, in folders en in de fysieke winkels. Schuitmaker gaf aan dat hij de eerste stappen van zijn carrière  op glimmende schoenen van de winkelketen aan een talentenjacht meedeed.

### GelreDome en EK 2024
Op 4 maart 2024 won Schuitmaker bij de Edison Pop 2024 een Edison in de categorie Hollands. Enkele dagen later volgde een gouden plaat voor Hier mag alles. Eind van diezelfde maand kondigde Schuitmaker zijn eerste concert op 9 november 2024 in het GelreDome aan. De kaartverkoop startte op 28 maart 2024 en binnen het eerste uur werden er zesduizend kaarten verkocht. Aan het eind van de eerste dag stond de teller op meer dan twaalfduizend kaarten. Na de start van de kaartverkoop bracht Schuitmaker direct het nummer Schaam je voor je tranen niet uit; een variant op de versie van Arne Jansen. Schuitmaker gaf aan het vanwege de tekst altijd al een mooi nummer te hebben gevonden. Hij benoemde daarbij dat iedereen wel eens verdrietig is en daarbij dan geen schaamte voor tranen zou moeten kennen. Mensen zouden te vaak emoties verkroppen om sterk gevonden te worden door de buitenwereld. De dag dat dat nummer werd uitgebracht en het concert werd aangekondigd, ontving hij voor Engelbewaarder een diamanten plaat (vijftig miljoen streams). Met Schaam je voor je tranen niet bereikte Schuitmaker wederom kopposities in hitlijsten als de Sterren NL Top 25. Eind mei 2024 werd Hier mag alles platina.
In aanloop naar het EK 2024 bracht Schuitmaker het nummer Oranjebewaarder (Het wordt prachtig net zoals in 1988) uit. Dit was een aangepaste versie van Engelbewaarder. Het nummer werd vanaf 2 juni 2024 ook gebruikt in reclames van supermarktketen Jumbo, waar onder meer ook voormalig voetballers Berry van Aerle, Hans van Breukelen en Wim Kieft aan meededen. Eind september 2024 viel Schuitmaker opnieuw in de prijzen bij de Buma NL Awards. Daar werd Hier mag alles uitgeroepen tot meest succesvolle single van 2024. Het was de eerste keer dat een artiest deze prijs twee jaar op rij in ontvangst mocht nemen. Van Goes tot Purmerend eindigde in 2024 op plaats vier.
Op 9 november 2024 deed Schuitmaker zijn eerste concert. Daarbij waren er gastoptredens van Jan Smit, Donnie, Outsiders, John de Bever en Samantha Steenwijk. Er waren in een uitverkocht GelreDome zo'n dertig duizend bezoekers aanwezig. Voor zijn fans had Schuitmaker een actie geregeld. Iedereen tussen de tien en tachtig jaar maakte kans om Engelbewaarder te mogen zingen op het podium. Na audities werden er drie winnaars uitgekozen. Ook werd tijdens het concert de videoclip voor het nummer Vergeef me, wat een dag voor het concert was uitgebracht, opgenomen.
In december 2024 lanceerde Scapino een wintersport campagne, waarbij Schuitmaker met DJ Skap Pieken op de piste uitbracht. Aan het begin van diezelfde maand maakte Schuitmaker samen met Donnie, Russo en LA$$A het nummer Losse pols, wat vanuit een idee van Russo was ontstaan uit het willen maken van een opkomstnummer voor darter Gian van Veen. Russo betrok Donnie bij zijn idee, waarna Donnie op zijn beurt Schuitmaker aanspoorde om mee te doen. Van Veen zou het nummer gebruiken tijdens het PDC World Darts Championship 2025, gehouden in december 2024 en januari 2025. Van Veen werd in zijn eerste wedstrijd op het wereldkampioenschap direct uitgeschakeld.

### AFAS Circustheather
Begin februari 2025 kondigde Schuitmaker aan op 21 april 2025 (tweede paasdag) een theaterconcert te geven. In het AFAS Circustheather in Scheveningen zou Schuitmaker zijn nummers onder begeleiding van een liveband in een theatersetting ten horen laten brengen.

### Platenregen
Schuitmaker kreeg 10 juni 2025 na zijn optreden In het programma De Oranjezomer een onverwachte verrassing. Alle tafelgasten kwamen naar voren, elk met een plaat in de hand. In totaal mocht Schuitmaker vijf platen in ontvangst nemen. Zijn hit Zomernacht in Griekenland heeft officieel de gouden status bereikt, en Hier mag alles – zijn aanstekelijke samenwerking met Donnie – werd bekroond met diamant. Ook in België blijkt Schuitmaker goed te scoren: Hier werd de  Engelbewaarder zowel goud als platina, en ook daar behaalde Hier mag alles de gouden status.

## Discografie
| Lied | Verschijnen       | Album      | Hitlijsten  | Hitlijsten  | Hitlijsten   | Hitlijsten   | Opmerkingen               |
| Lied | Verschijnen       | Album      | NL (Top 40) | NL (Top 40) | NL (Top 100) | NL (Top 100) | Opmerkingen               |
| Lied | Verschijnen       | Album      | Piek        | Weken       | Piek         | Weken        | Opmerkingen               |
| --- | ----------------- | ---------- | ----------- | ----------- | ------------ | ------------ | ------------------------- |
| Niemand kust als jij | 31 januari 2017   | Mijn droom | —           | —           | —            | —            |                           |
| Een nieuwe liefde | 7 juni 2017       | Mijn droom | —           | —           | —            | —            |                           |
| Zomernacht in Griekenland | 21 maart 2018     | Mijn droom | —           | —           | —            | —            |                           |
| Kom laat je horen | 12 oktober 2018   | Mijn droom | —           | —           | —            | —            |                           |
| Ho ho he he | 23 november 2018  | Mijn droom | —           | —           | —            | —            |                           |
| Nooit meer | 23 november 2018  | Mijn droom | —           | —           | —            | —            |                           |
| Blijf bij me slapen vannacht | 23 november 2018  | Mijn droom | —           | —           | —            | —            |                           |
| Shalala | 23 november 2018  | Mijn droom | —           | —           | —            | —            |                           |
| Italië ik hou van jou (met Kaylee) | 23 november 2018  | Mijn droom | —           | —           | —            | —            |                           |
| Vuur en vlam | 16 augustus 2019  | Mijn droom | —           | —           | —            | —            |                           |
| Engelbewaarder | 9 september 2022  | —          | 4           | 25          | 1 (7 wk)     | 111          | Diamant in Nederland      |
| Alles kleurt Oranje | 10 november 2022  | —          | —           | —           | —            | —            |                           |
| Engelbewaarder (Outsiders remix) (met Outsiders)                                                                                       | 26 mei 2023       | —          | —           | —           | —            | —            |                           |
| Engelbewaarder (Unplugged at Qmusic) (met Stephan Bouwman)                                                                             | 23 juni 2023      | —          | —           | —           | —            | —            |                           |
| Zomernacht in Griekenland | 6 juli 2023       | —          | tip16       | 7           | —            | —            |                           |
| Van Goes tot Purmerend (met Jan Smit)                                                                                                  | 23 augustus 2023  | —          | tip5        | 5           | 85           | 3            |                           |
| Van Hasselt tot in Gent (met Jan Smit)                                                                                                 | 22 september 2023 | —          | —           | —           | —            | —            |                           |
| Van Goes tot Purmerend - Altijd Lastig & Rob Gasd'rop en FeestDJRuud Remix (met Jan Smit, Altijd Lastig & Rob Gasd'rop en FeestDJRuud) | 3 november 2023   | —          | —           | —           | —            | —            |                           |
| Hier mag alles (met Donnie) | 24 november 2023  | —          | 13          | 14          | 4            | 80*          | Platina in Nederland      |
| Hier mag alles (Unplugged at Qmusic) (met Donnie en Stephan Bouwman)                                                                   | 28 november 2023  | —          | —           | —           | —            | —            |                           |
| Schaam je voor je tranen niet | 28 maart 2024     | —          | tip17       | 3           | —            | —            |                           |
| Oranjebewaarder (Het wordt prachtig net als in 1988)                                                                                   | 17 mei 2024       | —          | tip3        | 5           | 29           | 4            |                           |
| Zij begrijpt het (met Donnie) | 19 juli 2024      | —          | tip21       | 3           | —            | —            |                           |
| Beter af alleen | 4 oktober 2024    | —          | tip27       | 3           | —            | —            |                           |
| Vergeef me | 8 november 2024   | —          | —           | —           | —            | —            |                           |
| Pieken op de piste (met DJ Skap) | 9 december 2024   | —          | —           | —           | —            | —            | Als campagne voor Scapino |
| Losse pols (met Donnie, Russo en LA$$A)                                                                                                | 13 december 2024  | —          | tip1 (3 wk) | 7           | 32           | 13           |                           |
| Wat zou ik daarvoor moeten doen | 23 mei 2025       | —          | —           | —           | —            | —            |                           |

Discografie bijgewerkt op 7 juni 2025 (* = momenteel in de hitlijsten aanwezig).

### NPO Radio 2 Top 2000
| Nummer met noteringen in de NPO Radio 2 Top 2000 | '23 | '24 |
| ------------------------------------------------ | --- | --- |
| Engelbewaarder                                   | 243 | 187 |

1. ↑  Een vetgedrukt getal geeft de hoogste notering aan.
2. ↑  2023 was het eerste jaar met een notering voor dit nummer.

## Trivia
- Ronald Bronsema is de manager van Schuitmaker.[69][70] De twee zijn beste vrienden en kennen elkaar vanuit hun jeugd.[4][71]
- Op 30 december 2023 raakte Schuitmaker, toen nog met name bekend van het nummer Engelbewaarder (met de tekst over iemand die nipt een auto-ongeluk overleeft), op de A7 betrokken bij een aanrijding met een dier dat de weg overstak. Schuitmaker raakte echter zelf niet gewond en kon met vervangend vervoer zijn weg naar zijn optreden vervolgen.[72][73]
- In 2024 deed Schuitmaker mee aan Code van Coppens: De wraak van de Belgen.[74]
- In mei 2024 deed Schuitmaker mee aan Marble Mania. Daarbij werd zijn nummer Engelbewaarder afgespeeld, dat hijzelf in eerste instantie niet herkende.[75]
- In mei 2024 kreeg Epic Games, de organisatie achter onder meer Fortnite, een boete van 1,1 miljoen euro wegens misleiding.[76] Zij zouden kinderen te ver aanzetten tot het aanschaffen van in-game aankopen. Het televisieprogramma Even tot hier speelde hier samen met Schuitmaker op in door een parodie te schrijven van het nummer Engelbewaarder.[77][78]
- In augustus 2024 deed Schuitmaker mee aan 30 Seconds (SBS6).[79]
- In 2024 deed Schuitmaker mee aan De Verraders Halloween 2024.[80]
- In 2024 deed Schuitmaker samen met Frans Duijts mee aan de Top 4000 Muziekquiz. Daarbij namen zij het op tegen Maxim Froger en Mark Baanders.[81]
- In 2025 deed Schuitmaker als dragqueen mee aan Make Up Your Mind.[82]
- In 2025 was Schuitmaker hoofdgast in het programma Het Holland Huis.
- In 2025 deed Schuitmaker mee met Stars on Stage.[83]
- Op 3 maart 2025 zong Schuitmaker Engelbewaarder in het Big Brother-huis terwijl de bewoners in een 'freeze' moesten blijven staan (zonder te praten en te bewegen). De bewoners slaagden hierin en wonnen op die manier een feestje.[84]
- In 2025 deed Schuitmaker mee aan De kwis met ballen VIPS.
- In 2025 deed Schuitmaker mee aan de quiz Hart tegen hart.